# Tibetaans Cultureel Centrum Khawa Karpo
Het Tibetaans Cultureel Centrum Khawa Karpo (Khawa Karpo-Tibet Culture Centre, KTC) is een Tibetaanse niet-gouvernementele organisatie. Ze is opgericht in 2003 door een groep Tibetanen in ballingschap in Dharamsala, India.
Het KTC heeft tot doel Tibetanen te helpen hun culturele waarden te praktiseren en te beschermen en interne en externe inperkingen te overkomen. De visie is gericht op geweldloosheid en compassie. De stichters van de KTC zijn geletterd op het gebied van religie en filosofie.